# سوئیفت تریل جانکشن (آریزونا)
سوئیفت تریل جانکشن (به انگلیسی: Swift Trail Junction) یک منطقهٔ مسکونی در ایالات متحده آمریکا است که در شهرستان گرهم، آریزونا واقع شده‌است. سوئیفت تریل جانکشن ۹٫۵۹ کیلومتر مربع مساحت و ۱۱۷٬۵۱۷ نفر جمعیت دارد و ۹۸۵ متر بالاتر از سطح دریا واقع شده‌است.